# 瑞金市
瑞金市是位于中华人民共和国江西省东南部的一个县级市，现为省直管县、位於江西省南部，武夷山脈南段西麓，贛江東源，貢水上游。東與福建省長汀縣交界，南與會昌縣毗鄰，西連于都縣，北接寧都、石城二縣、瑞金歷史悠久，是客家人的主要聚居地和客家文化的重要發祥地之一，市人民政府駐象湖镇金都大道190號。

## 历史

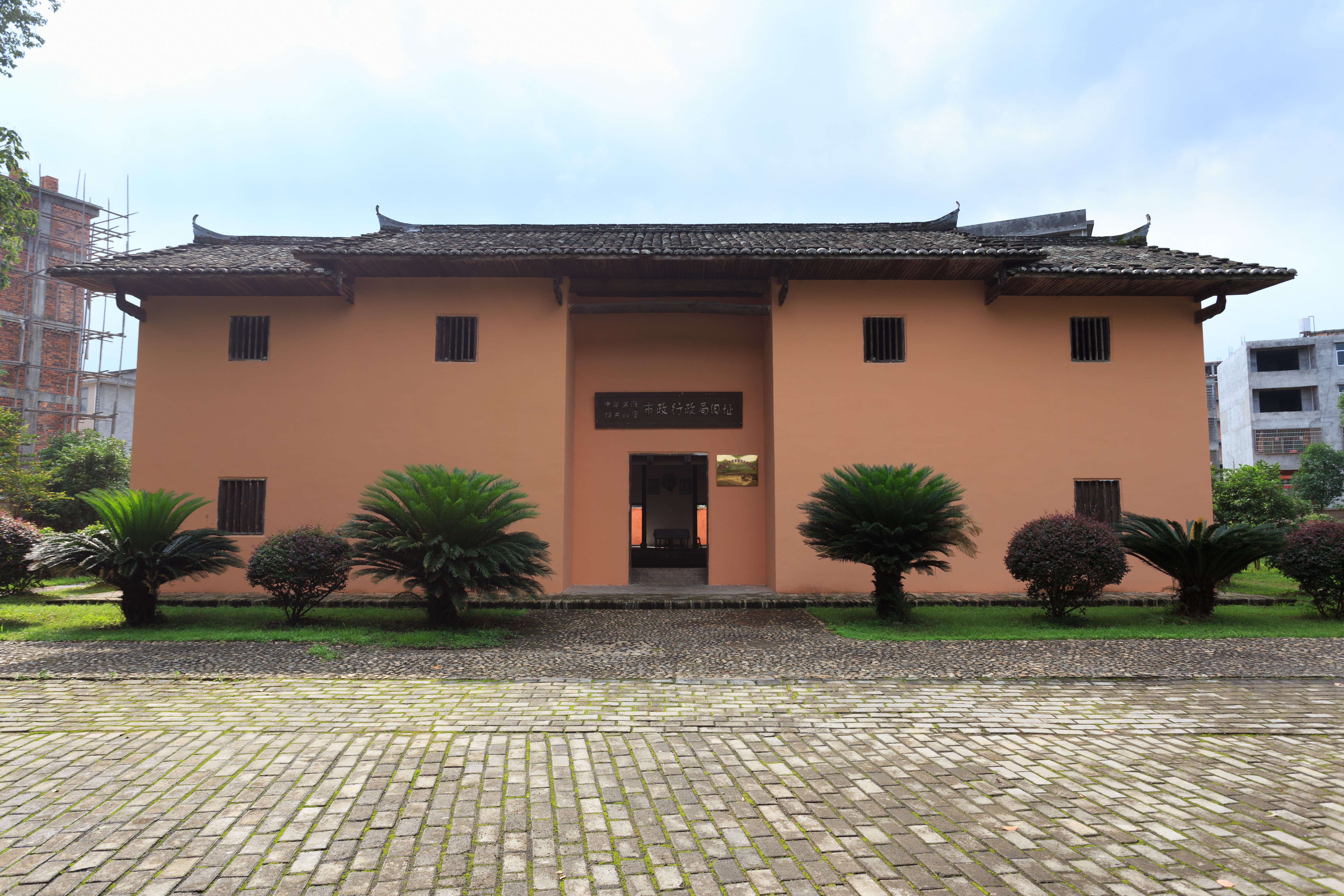
瑞金革命遺址，長征的出發地

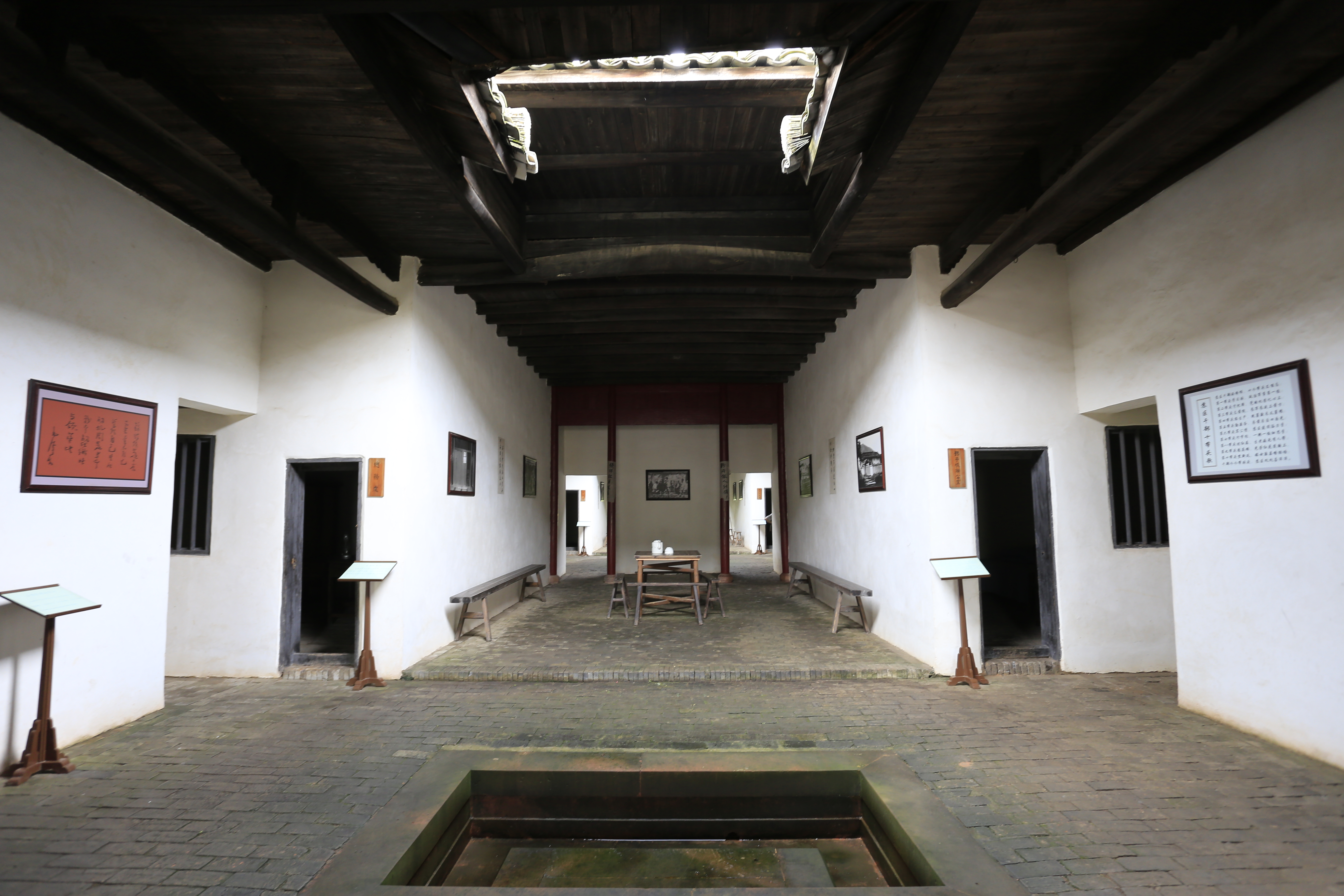
瑞金中共革命委員會遺址

东汉建安七年（202年），置象湖镇，属雩都县。唐朝天佑元年（904年）析雩都县置瑞金监，因“掘地得金，金为瑞”得名。据《太平寰宇记》：“瑞金场，淘金之地也。”又据《瑞金县志》：“置（瑞金）监时，有航浮水面，色如黄金，人目为瑞”，故名。南唐保大十一年（953年）升监为县。元朝时，瑞金县属会昌州，明朝属赣州府。清朝属宁都直隶州。中华民国建立初年，全国废府，直属江西省。
第一次国共内战期间，瑞金县为中央苏区中心区域。1931年11月，第一次全国苏维埃代表大会在瑞金县召开，成立中华苏维埃共和国。中华苏维埃共和国临时中央政府以瑞金为首府，更名瑞京。

### 中华人民共和国时期
中华人民共和国建立后，瑞金县历属赣西南行署区、宁都专区、赣州专区、赣州地区。瑞金县与另一个革命圣地延安类似，政治地位获得提升，全国各地都有以瑞金命名的事物，以纪念此段历史。如上海有瑞金一路、瑞金二路、上海瑞金医院，以及各地的瑞金路。
文化大革命期间，瑞金發生了一系列大屠杀事件。 该屠杀发生于1968年9月23日至10月初，据统计，瑞金的屠杀死亡人数为300余人、兴国县为270余人、于都县为500余人，总计1000余人。 屠杀的实施者为当地人民公社、生产大队干部或民兵，受害者多为黑五类及其亲属，其中瑞金受害者年龄最大的80岁、最小的11岁，杀人方式主要包括枪毙、石砸、木棒打、刀子捅、推下悬崖等等。
1994年5月18日，瑞金撤县设市。属赣州市。2014年7月1日起，为江西省试点省管县。

## 行政区划
瑞金市下辖7个镇、10个乡：
象湖镇、瑞林镇、壬田镇、九堡镇、沙洲坝镇、谢坊镇、武阳镇、叶坪镇、丁陂乡、大柏地乡、岗面乡、日东乡、万田乡、黄柏乡、云石山乡、泽覃乡、拔英乡和瑞金市工业园。

## 人口
瑞金市常住人口，总数为613894人（不包括中国人民解放军现役军人和居住在市内的港澳台居民以及外籍人员），与2010年第六次全国人口普查的618885人相比略有减少。

## 地理
瑞金位于江西省东南部，赣江东源贡水上游，邻接福建省。
境内主要河流有：绵江、九堡河、梅江、万田河、元坑河。

## 交通
- 206国道、 236国道、 319国道、 323国道
- 济广高速公路、 厦蓉高速公路
- 赣龙铁路、鹰瑞汕铁路（规划中）

## 经济

### 工业
瑞金工业产品中烤鳗、九华痔疮栓、萤石精粉、小飞咸鸭蛋、电线电缆等在市场竞争中属强势品牌，形成了食品、建材、医药生化、矿产品加工等支柱产业。发制品、箱包、家俱生产成为工业经济新的增长点。

### 农业
瑞金农业初步形成了烤烟、肉牛、鳗鱼、脐橙等四大产业，正努力争取成为赣南脐橙（中国地理标志产品）的主产区和全国绿色食品的生产基地。瑞金咸鸭蛋为中国地理标志产品。

### 商业
瑞金地处赣闽粤三省通衢之地，自古以来商贸云集，不仅成为辐射周边10多个县市的消费品集散地，也是福建沿海地区辐射中西部腹地的中转枢纽。大型百货商场、大型超市蓬勃发展，培育了摩托车、服装、钢材、水果等专业市场21个。红都商业城为赣东南、闽西边界最大的商业城。

## 风景名胜
- 全国重点文物保护单位：瑞金革命遗址，主要位于叶坪乡和沙洲坝镇。
- 江西省文物保护单位：大柏地战斗旧址、龙珠塔、中国工农红军总政治部旧址、瑞金中国工农红军学校旧址、中华苏维埃共和国临时中央政府春耕生产运动赠旗大会旧址、中央革命军事委员会总参谋部（总司令部）旧址。
- 云石山：1934年10月10日，中国工农红军主力及中共中央、中央执行委员会、中央人民委员会、中革军委等中央首脑机关从瑞金云石山出发，开始了举世闻名的二万五千里长征，云石山被誉为中国工农红军的「长征第一山」。
- 罗汉岩：丹霞地貌景区，是江西省风景名胜区。
- 密溪村：江西省历史文化名村。